# Charles Hector de Saint George Marquis de Marsay
Charles Hector de Saint George Marquis de Marsay (* 1688 in Paris; † 3. Februar 1753 in Ampleben) war ein französischer Offizier, Uhrmacher, Quietist sowie radikaler Pietist, Übersetzer und Schriftsteller.

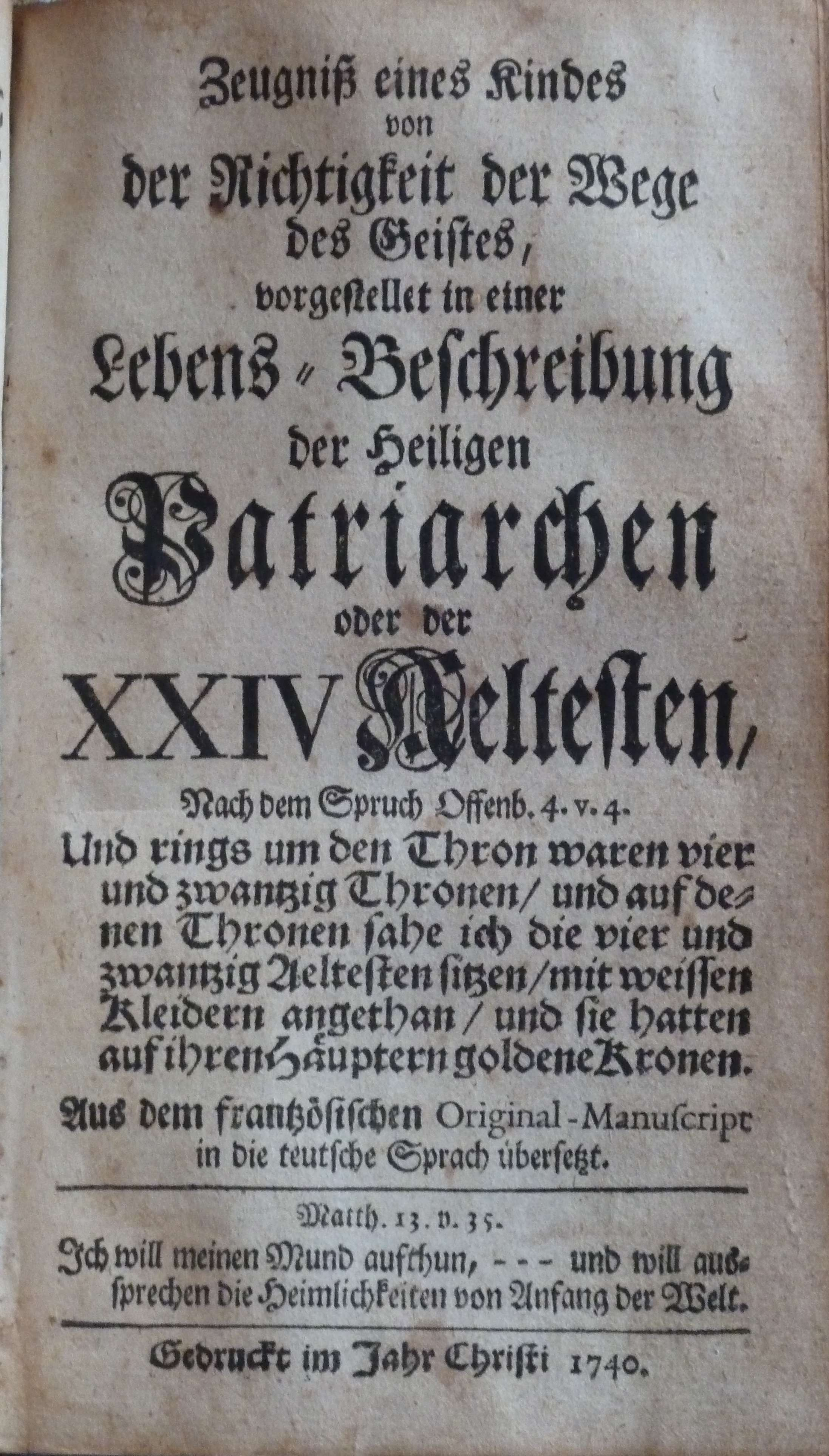
Titelblatt einer 1740 (vermutlich in Berleburg) gedruckten Schrift Marsays

## Leben
Marsay stammte aus einer adligen Hugenottenfamilie aus der Nähe von La Rochelle. Nach eigener Aussage wurde er 1688 in Paris geboren, wo die Familie vor antireformierten Verfolgungen untergetaucht war. In frühester Kindheit wurde er, da sein Vater verstorben war, in die Obhut von Pflegeeltern nach Maastricht gegeben. 1705 war er Page in Hannover. Er trat in hannoversche Militärdienste ein, 1705 stand er im Range eines Fähnrichs.
Bereits in Maastricht kam er unter dem Einfluss frommer Schriften. Während des Militärdienstes fand er Gleichgesinnte in dem Leutnant François Cordier und dem Feldprediger François Baratier (1684–1750), die ihn mit den Schriften der Madame Guyon (1648–1717) bekannt machten. Die drei beschlossen, sich in die Stille zurückzuziehen und entsprechend quietistischen Idealen ein Leben in aller Stille zu führen. Durch Vermittlung von Angehörigen aus Marsays Maastrichter Pflegefamilie fanden sie 1711 einen geeigneten Ort: Schwarzenau in der Grafschaft Sayn-Wittgenstein-Hohenstein. Doch der Versuch scheiterte, bereits nach kurzer Zeit trennte man sich.
Ein Jahr später ging de Marsay mit Clara von Callenberg (1675–1742), ebenfalls eine pietistisch gesinnte Frau und ehemalige Anhängerin der gewesenen Eisenacher Hofdame Eva von Buttlar (1670–1721), eine „geistliche Ehe“ ein. In den Folgejahren führten Marsay und seine Frau ein unstetes Wanderleben, wobei Schwarzenau Lebensmittel- und Bezugspunkt blieb. Marsay reiste mehrfach in die Schweiz und nach Süddeutschland, um seine Mutter in Genf oder um Freunde und Gleichgesinnte zu besuchen. Den Lebensunterhalt verdiente er anfangs mit Strumpfstricken, später erlernte er das Uhrmacherhandwerk. Zwischenzeitlich gaben er und seine Frau das Einöddasein auf, um in Basel, dann in Berleburg in der Grafschaft Sayn-Wittgenstein-Berleburg zu wohnen. Aber ihre pietistischen Ambitionen trieben sie immer wieder in die Einsamkeit, vor allem nach Schwarzenau und das benachbarte Örtchen Christianseck. 1730 schlossen sich beide kurzfristig an den Grafen Nikolaus Ludwig von Zinzendorf (1700–1760) an, als dieser von Berleburg aus Schwarzenau besuchte und dort Versammlungen im gräflichen Herrenhaus abhielt. Ein Jahr später zog er sich von den philadelphischen Zusammenkünften zurück, um sich endgültig einem Leben nach den mystischen Idealen der Madame Guyon zuzuwenden.
1732 zogen beide auf Vorschlag des Grafen Casimir zu Sayn-Wittgenstein-Berleburg (1687–1741) nach Berleburg, wo sie zunächst im Schloss Berleburg, dann in einem Neubau gegenüber lebten (heute Haus Parkstraße 5). Der Kontakt zum Hof und seiner radikal pietistischen Entourage war eng; die Marsays waren aktiv in Versammlungen usw. eingebunden. Charles Hector arbeitete mit den Verantwortlichen der Berleburger Waisenhausdruckerei zusammen, in der die meisten seiner eigenen Bücher gedruckt wurden, und lieferte Beiträge zur pietistischen Zeitschrift Geistliche Fama. Es ist auch nicht unmöglich, dass sich de Marsay an den Arbeiten zur Herausgabe der Berleburger Bibel beteiligte.
In Berleburg machte Marsay 1732 die Bekanntschaft des gräflich Hachenburgischen Hofmarschalls Karl Sigismund Prueschenk von Lindenhofen, der seit 1735 auf Schloss Hayn im Dorf Hainchen lebte. Durch Vermittlung der Prueschenks kam der Kontakt mit dem Hayner Schlossherren Johann Friedrich von Fleischbein zustande. 1736 zogen Charles Hector de Marsay und seine Frau nach Hayn, wo de Marsay zum Seelenführer von Fleischbein und dessen Eltern wurde. Marsay avancierte auf Hayn zur zentralen Gestalt der Gesellschaft der Kindheit Jesu-Genossen, eines Kreises von Quietisten, die sich an Madame Guyons Regeln der Kindheit Jesu Genossen ausrichtete. Dieser Zirkel baute ein erstaunlich umfangreiches, Süddeutschland, die Schweiz, die Niederlande und das Rheinland umspannendes Beziehungsnetzwerk auf. Einer der – aus heutiger Sicht – prominentesten Korrespondenzpartner war Gerhard Tersteegen (1697–1769), der seiner Frommen Lotterie 16 zusätzliche, der Hayner Gesellschaft gewidmete Tageslose hinzufügte.
1742 zog Marsay abermals nach Schwarzenau, das er drei Jahre später endgültig verließ. Lebensstationen waren anschließend Arolsen, Pyrmont, Altona, Goddelsheim bei Korbach und schließlich Ampleben bei Wolfenbüttel. Hier verstarb Marsay 1753, nachdem er in die evangelische Kirche zurückgekehrt war.

## Werk
Um 1735 begann Marsay mit dem Druck seiner ersten Diskurse. Parallel zu seinen zahlreichen Aktivitäten, zu denen zeitweise auch karitative Arbeit an Armen in und um Schwarzenau gehörte, übersetzte er die Schriften der Madame Guyon ins Deutsche. Durch die große Zahl an mystischen Schriften, die er vor allem in Berleburg drucken ließ, wurden er und die Berleburger Druckerei „zu einem der entscheidenden Vermittler der romanischen Mystik an den deutschen Pietismus und damit hin zu den ideogenetischen Quellen der Goethezeit.“
De Marsay dokumentierte sein Leben in einer ausführlichen Autobiographie, die nur in einer Abschrift des Tersteegianers Wilhelm Weck überliefert ist. Diese wertvolle Quelle ist noch nicht abschließend erforscht. Marsay bemüht sich darin, sein Leben ganz im Sinne quietistischer Ideale vorzuführen. Wie es aber tatsächlich um die von ihm mit so beredten Worten geschilderte Armut in der „Einöde“ in und um Schwarzenau herum bestellt war, muss noch geprüft werden. Archivakten und einige widersprüchliche Hinweise in Marsays eigenem Text lassen Zweifel an der absoluten Armut der beiden Marsays aufkommen. Phasen tatsächlicher Not stehen auch Zeiten des Wohlstands gegenüber. So scheinen die Häuser, die sie teilweise bewohnten, teils doch recht komfortabel gewesen zu sein, auch waren offenbar eigene Gelder für den Druck der zahlreichen Publikationen Marsays verfügbar. Auch wissen wir von einer vergleichsweise großzügigen Rente, die de Marsays in Paris wohnender Bruder regelmäßig zahlte.

### Werke
- Freymüthige und Christl[iche] Discurse, Betreffend verschiedne Materien des innern Lebens, wie auch der Christlichen Religion; Oder: Zeugniß eines Kindes Von der Richtigkeit der Wegen des Geistes, andern Kindern zur Aufmunterung und zur Warnung. Drei Teile (Digitalisate der Universitäts- und Landesbibliothek Münster, abgerufen am 15. August 2022).
Erster Teil, [Berleburg] 1735 (PDF; 80 MB).
Zweiter Teil, [Berleburg] 1735 (PDF; 91 MB).
Dritter Teil, [Berleburg] 1739 (PDF; 111 MB).
- Zeugniß eines Kindes von der Richtigkeit der Wege des Geistes, vorgestellet in einer mystischen und buchstäblichen Erklärung der Epistel an die Römer. Aus dem frantzösischen Original-Manuscript … [von Johann Friedrich von Fleischbein] in die teutsche Sprach uebersetzt. o. O. [Berleburg] 1736.
- Freymüthig - fortgeführtes Zeugniß eines Kindes von der Richtigkeit der Wege des Geistes, vorgestellet in einer Erklärung der drey ersten Capitel des ersten Buchs Mose, bey welcher Gelegenheit gehandelt wird von vielen Wundern und Geheimnissen der Schöpffung, Nämlich … Aus dem französischen Original-Manuscript [von Johann Friedrich von Fleischbein] in die teutsche Sprach übersetzet, o. O. [Berleburg] 1736.
- Zeugniß eines Kindes von der Richtigkeit der Wegen des Geistes, allhier vorgestellet in der göttlichen, englischen, natuerlichen und fleischlichen Magie. Aus dem frantzösischen Original-Manuscript in die teutsche Sprach [von Johann Friedrich von Fleischbein] übersetzet, o. O. [Berleburg] 1737.
- Zeugniß eines Kindes von der Richtigkeit der Wege des Geistes; vorgestellt in einer mystischen und buchstäblichen Erklärung der Offenbahrung Jesu Christi, dem heiligen Johanni geschehen. Erster Theil. Aus dem Frantzösischen Original Manuscript [von Johann Friedrich von Fleischbein] in die teutsche Sprach übersetzt …, o. O. [Berleburg] 1737. Zweiter Teil dazu, o. O. [Berleburg] 1738.
- Zeugniß eines Kindes von der Richtigkeit der Wege des Geistes, worinnen die gethane Fragen beantwortet werden: Was nämlich der heutig bekannte Inspirations-Geist vor ein Geist seye? […] Aus dem Frantzösischen Original-Manuscript [von Johann Friedrich von Fleischbein] in die teutsche Sprache uebersetzet. o. O. [Berleburg] 1738.
- Témoignage d'un Enfant de la verité & droiture des voyes de l'Esprit Ou Réponse à la Question, Quel est L'Esprit de L'Inspiration d'aujourd'hui? C'est à dire l'Esprit qui meut les hommes par des Gestes extraordinaires & mouvements […], Regelein, Berleburg 1738
- Témoignage […], Explication des trois premiers chapitres de la Genese, ou l’ on traite de plusieurs Merveilles & Mysteres de la Création […], Regelein, Berleburg 1738
- Geistliche Fama, mittheilend einige wahrhaffte Nachrichten, betreffend anietzo insonderheit die Erweckung und Bekehrung der Juden. Das XXIV. Stück. Römer 11, 25-26, o. O. [Berleburg] 1738.[6]
- Témoignage […], ou Explication mystique & literale De L’Epitre aux Romains à laquelle ou à joint divers discours spirituels qui regardent la vie Interieure […], Regelein, Berleburg 1739
- Témoignage d'un enfant de la verité & droiture des voyes de l'esprit, ou Explication mystique & literale de l'Apocalipse de Jesus Christ revélée à S. Jean Apôtre, 2 Bde., o. O. (Berlin?[7]) 1739
- Témoignage […], ou l’on traite de la magie divine, angélique, naturelle & charnelle. Regelein, Berleburg 1739
- Geistliche Fama, in sich haltend einige Nachrichten von Vermahnung, Warnung und Trost derer auf den Wegen Gottes wandelnden Seelen, zu fernerer Erweckung und Führung in diesen Zeiten. In: XXV. Stück, Luc. 24, Vers 49, [Berleburg] 1739.[8]
- Témoignage d'un enfant de la vérité & droiture des Voyes de l'Esprit démontré dans la Vie de Saints Patriarches, ou des XXIV Anciens. o. O. [Berleburg] 1740. Deutsch unter dem Titel: Zeugniß eines Kindes von der Richtigkeit der Wege des Geistes; vorgestellet in einer Lebens-Beschreibung der Heiligen, Patriarchen oder der XXIV Aeltesten. Nach dem Spruch Offenb. 4, V. 4 Und rings um den Thron … Aus dem frantzösischen Original-Manuscript in die teutsche Sprach [von Johann Friedrich von Fleischbein] übersetzt … o. O. [Berleburg] 1740.
- Témoignage […], ou Explication mystique & literale de l’Epître aux Hébreux, o. O. 1740
- Témoignage […], ou Abrégé de l’essence de la vraie religion chrétienne par demandes & réponces, o. O. 1740. Deutsch:
- Zeugniß eines Kindes von der Richtigkeit der Wege des Geistes, vorgestellt in einem kurtzen Begriff, in sich verfassend das Wesen der wahren Christl[ichen] Religion in Frag und Antwort. Aus dem Frantzösischen in die teutsche Sprache [von Johann Friedrich von Fleischbein] übersetzt … , o. O. [Berleburg] 1740.
- Témoignage […], démontré dans la vie de saints patriarches, ou des XXIV anciens, o. O. 1740
- Témoignage […], ou continuation des réponses à quelques nouvelles questions théologiques pour l’utilité tant des Juifs de bonne volonté, que des autres personnes désireures du vray culte intérieur de Dieu, avec quelques nouveaux discours, 1740
- Geistliche Fama, mittheilend Sonderbare Gesichte und Erscheinungen, welche die Reinigung bey des in diesem Leben und nach dem Tode vorstellen: Wie auch einige, das innere Leben betreffende, weise Sprüche der Arabischen und Persianischen Philosophorum. XXVI. Stück. Hiob, Cap. 4, 12.-17. Vers.  [übersetzt von Karl Sigismund Prueschenk von Lindenhofen, Berleburg] 1740.[9]
- Nouveaux Discours, Spirituels sur Diverses matières de la Vie intérieure & des dogmes de la religion Chrétienne, ou Témoignage d'un Enfant de la Verité & Droiture de Voyes de l'Esprit, pour l'encouragement & avertissement des autres Enfants et ses Compagnons. 3 Bde. Regelein, Berleburg 1738–1740
- Témoignage d'un enfant de la vérité & droiture des voyes de l'esprit, ou Explication mystique et literale de l'Epître aux Hébreux, o. O. [Berlebourg] 1740. Deutsche Übersetzung: Zeugniß eines Kindes von der Richtigkeit der Wege des Geistes, die Erklärung der Epistel an die Hebräer, o. O. [Berleburg] 1741.